# Allen Stanford
Robert Allen Stanford, né le 24 mars 1950 à Mexia, est un financier, philanthrope,, sponsor de sports professionnels et escroc américain qui a été condamné pour fraudes et association de malfaiteurs,. Il est surnommé par la presse le « petit Madoff », en référence à l'escroquerie de Bernard Madoff sous la forme d'une « chaîne de Ponzi ». 
Il était le propriétaire et président de la société privée Stanford Financial Group of Companies. Outre sa citoyenneté américaine, Stanford détient celle d'Antigua-et-Barbuda. Il a été le premier Américain à avoir été fait chevalier du Commonwealth mais a perdu son titre à la suite de la révélation de son escroquerie pour laquelle il a été condamné en 2012 et purge une peine de prison de 110 ans en Floride.

## Fraude
Stanford, financier « milliardaire » texan à la tête du Stanford Financial Group est soupçonné d'avoir monté une escroquerie bancaire pour un montant de 7 milliards de dollars. La Stanford International Bank (SIB), l'un des établissements au cœur du dispositif, a été nationalisée le 24 février 2009 par le gouvernement d'Antigua-et-Barbuda (Antilles). L'opération, qui a duré plus de vingt années et basée en partie sur un système de Ponzi, a fait autour de 30 000 victimes. 
Au début de 2009, Stanford a subi différentes enquêtes pour fraude. Le 17 février 2009, il a été accusé par la Securities and Exchange Commission (SEC) de fraudes et de multiples violations de lois américaines sur les transactions financières : des « fraudes monstres ayant cours » portant sur environ 8 milliards USD en certificats de dépôt,. Le FBI a fouillé trois des bureaux de la société de Stanford. Le 27 février 2009, la SEC a modifié sa plainte pour indiquer qu'il s'agissait plutôt d'une possible « chaîne de Ponzi monstre »,. 
Le FBI l'a arrêté le 18 juin 2009,. La société est mise sous séquestre et plusieurs responsables sont condamnés à des peines de prison pour fraude et association de malfaiteurs. 
Le 6 mars 2012, il est reconnu coupable d'une escroquerie de 7 milliards de dollars, avec une condamnation de 110 ans de prison qu'il purge en Floride depuis 2012.
Le 28 décembre 2020, la Suisse annonce la restitution de 133 millions de dollars à la suite de la séquestration de comptes et dans le cadre de l'entraide judiciaire avec les États-Unis. Cette somme est destinée aux victimes du financier.

### Citations originales
1. ↑  (en) « massive ongoing fraud »
2. ↑  (en) « massive Ponzi scheme »